# Juraj Jánošík
Juraj Jánošík (též Juro Jánošak, polsky Jerzy Janosik, maďarsky Jánosik György; 1688 Terchová – 17. března 1713 Liptovský Mikuláš) byl slovenský zbojník.

## Životopis

### Původ a narození
Juraj Jánošík se narodil ve vsi Terchová, pravděpodobně na kopaničářské samotě U Jánošů. Byl pokřtěný v kostele Nejsvětější Trojice ve Varíně dne 25. ledna 1688. Jeho rodiči byli Martin Jánošík a Anna rozená Cesneková, kmotry Jakub Merjad, Jozef Gala a Barbara Krištofiková z Terchové. Podle stejné matriky měl Juraj sourozence Jana, Martina, Adama a Barbaru. Chlapců totožného jména a příjmení se však v matrice vyskytuje několik. Někteří vědci na základě jiných dobových dokumentů považují za správné datum Jánošíkova křtu 16. květen 1688, za jeho rodiče Michala Jánošíka a Barbaru rozenou Cingelovou, za kmotry Pavla Laurinčíka a Dorotu Bobanovou, všechny z Terchové. Podle této teorie měl Juraj staršího bratra Jana a mladší sestru Barbaru.

### Vojenské angažmá (1706–1710)
Okolo roku 1706 Jánošík vstoupil do oddílů podporujících Františka II. Rákócziho, který se roku 1703 postavil do čela stavovského povstání proti Habsburkům. Jánošík strávil několik let v pěším pluku pod velením plukovníka Wilhelma Winklera (Viliam Vinkler). Zřejmě po rozhodující porážce kuruckého vojska v bitvě u Trenčína 30. srpna 1708 se vrátil do Terchové, ale již zanedlouho vstoupil do císařské armády – není známo, zda dobrovolně, či z přinucení. Byl posádkou na hradě v Bytči, kde byl tenkrát uvězněn zbojník Tomáš Uhorčík. Tvrzení některých historiků, že Uhorčíkovi pomohl k útěku, není ověřitelné a zakládá se pouze na zmínce v soudním protokolu, který uvádí, že Jánošík vězni „poskytl mnohá dobrodiní“. Z protokolu také vyplývá, že k Uhorčíkově útěku došlo až poté, co byl na podzim roku 1710 Jánošík z vojenské služby vykoupen rodiči a propuštěn.

### Zboj (1711–1713)
Po Jánošíkově návratu do Terchové ho roku 1711 vyhledal Uhorčík a přizval ho k účasti na zboji. V říjnu se Jánošík s Uhorčíkovou družinou účastnil přepadení bohatého žilinského kupce Jana Šipoše pod hradem Strečno. Tomáš Uhorčík následně Jánošíkovi předal vedení skupiny, oženil se s dcerou jablunkovského ovčáka Stoligy a usadil se v Klenovci v Malohontské župě pod jménem Martin Mravec.
Družina pod Jánošíkovým vedením působila necelé dva roky. Její první akcí bylo přepadení židovských kupců ve Vsetíně v listopadu 1711. Během roku 1712 přepadla a okradla několik šlechticů, kupců a duchovních, ale také ženu faráře, vdovu po císařském důstojníkovi či statkářku. Zbojníci operovali v Trenčínské, Nitranské, Turčanské, Liptovské, Oravské, Zvolenské a Malohontské župě, ale také na východní Moravě, ve Slezsku a pravděpodobně i v polském Podhalí.
Zbojnickou družinu nelze vnímat jako homogenní skupinu. Tu Jánošíkovu tvořili Slováci, Moravané a Poláci. Jedni členové v průběhu roku odcházeli, jiní přícházeli, některé zájemce o členství Jánošík odmítl. Takzvaní „horní chlapci“ zbojničili od jara do podzimu, kdy se kolem svátku svatého Michala (29. září) rozcházeli sloužit do vsí a na samoty zpravidla jako čeledínové s tím, že se na svatého Vojtěcha (23. dubna) na smluveném místě opět sejdou. Jánošík se přes podzim a zimu zpočátku ukrýval v Terchové, později v Kokavě nedaleko Klenovce, kde byl častým hostem u Uhorčíka alias Mravce.

### Dopadení a soud
Poprvé Jánošíka dopadli společně s Uhorčíkem v říjnu 1712, kdy byli uvězněni na zámku v Hrachově. Na svobodu se dostali díky intervenci Malohontského podžupana Pavla Lányiho, podporovatele kuruckého povstání. Definitivně byl Jánošík dopaden liptovskými hajduky v březnu 1713 společně s Uhorčíkem zřejmě v jeho chalupě v Klenovci a oba byli uvězněni na zámku Vranovo v Palúdzce u Liptovského Mikuláše.

Soudní proces se konal v Liptovském Mikuláši ve dnech 16. a 17. března 1713. Soudu předsedal liptovský podžupan Ladislav Okolicsányi, žalobcem byl Alexandr Čemický. Jánošík byl vyslýchán zástupci trenčínské a liptovské župy a konfrontován s některými ze svých okradených obětí. Kromě loupežných přepadení a spojení s kuruckými povstalci v polské emigraci byl obviněn z vraždy faráře Juraje Vrtíka z Domaniže. K některým bodům obžaloby se Jánošík přiznal, jiné – jako vraždu domanižského kněze – odmítl a k některým se nevyjádřil. Jeho obhájce ex offo Baltazar Palugyai pro něj požadoval milost s odůvodněním, že obžalovaný byl ke zboji sveden, nebyla mu dokázána jediná vražda, svou vinu přiznal a činů lituje. Prokurátor však trval na prokázaném zbojnictví i vraždě, přičemž obojí bylo podle tehdejších zákonů hrdelním zločinem. Juraj Jánošík byl podroben lehkému i těžkému útrpnému právu a po zapsání dodatečných přiznání odsouzen k trestu smrti zavěšením na hák za levý bok. 
Poneváč predepsaný obžalovaný Juro Janošak, zavrhnuvše prikázaní jak božské tak též i zákon krajinský, predo dvema roky dal se na zbojstvo a vudcem aneb hajtmanem takovým se učinil, který s tovariši svými na cestách zastavujíce mnohých lidí o statek, áno i jako se z jeho vlastného vyznania zdá, jeho tovariši kdy on též bol prítomný, pána patera z Domaníže prostrelili a bezbožne zamordovali. Tak též i jinších, jako jest predepsané, zlých skutkuv se dopustil. Potom pre takové veliké zlé účinky a prikázaní prestúpení má byť na hák na levém boku prehnatý a tak na príklad jinších takovich zločincov má byť zavesený.
Lze předpokládat, že rozsudek byl vykonán na městském popravišti Šibeničky. Datum popravy není známo. Někteří vědci za něj považují následující den 18. března (Melicherčík, Kočiš), jiní, že poprava proběhla podle dobových zvyklostí ještě 17. března, aby odsouzený po předchozím těžkém mučení nezemřel a neunikl tak spravedlivému trestu (Sroka). Podle polského historika Stanisława Dzięciołowského byl Jánošík pravděpodobně pohřben buď u zdi hřbitova v Liptovském Mikuláši, nebo na kuruckém hřbitově v nedalekých Čemicích.

## Prameny
Prakticky jedinými dochovanými prameny o životě legendárního zbojníka jsou protokoly ze soudních řízení s Jurajem Jánošíkem a Tomášem Uhorčíkem, matrika křtů z farnosti ve Varíně, žádost o propuštění z císařské vojenské služby a několik dalších doplňujících dokumentů. Z nich lze poskládat jen velmi omezený obrázek o životě a působení člověka, jehož obraz národního hrdiny začal být budován teprve sto let po jeho smrti slovenskými obrozenci a během 20. století utvrzován socialistickými historiky. Vzhledem k často nekritickému přejímání konstruktů a tezí jednotlivých historiků, které často ignorovaly dobový kontext, případně nezakrytě sloužily některé z ideologií, je s osobou Juraje Jánošíka spojeno poměrně mnoho domněnek, které nemají v pramenných materiálech žádnou oporu.

## Legenda
Podle slovenského lidového podání byl Juro Jánošík obdařen magickými předměty (kouzelná valaška, čarovný opasek), které mu dodávaly nadpřirozené schopnosti. Okrádal především šlechtice, trestal panské dráby a ze svého lupu vyděloval část pro chudé, tedy bohatým bral a chudým dával. Jedná se však o ničím nepodloženou legendu a Jánošík byl i z pohledu své doby prostý zločinec. Pro svůj odpor k vrchnosti byl slovenskými obrozenci představován jako romantický hrdina bojující za slovenský národ proti maďarskému útlaku. Socialističtí badatelé jej vnímali jako bojovníka proti feudálnímu útlaku. Podle podhalských pověstí působil legendární zbojník i v Polsku, kde jeho popularitu značně zvýšil televizní seriál a později film Janosik, které v 70. letech 20. století natočil režisér Jerzy Passendorfer.

## Umělecké zpracování

### Opera
- 1954 Juro Jánošík – opera Jána Cikkera

### Film
- 1921 Jánošík – první slovenský dlouhometrážní film, americké financování; režie: Jaroslav Jerry Siakeľ, Jánošík: Theodor Pištěk
- 1935 Jánošík – český a slovenský film; režie: Martin Frič, Jánošík: Paľo Bielik
- 1954 Janosik – první polský animovaný film; režie: Włodzimierz Haupt a Halina Bieliński
- 1963 Jánošík I–II – dvoudílný slovenský film; režie: Paľo Bielik, Jánošík: František Kuchta
- 1974 Janosik – polský film; režie: Jerzy Passendorfer, Jánošík: Marek Perepeczko
- 1974 Janosik – polský 13dílný TV seriál; režie: Jerzy Passendorfer, Jánošík: Marek Perepeczko
- 1976 Zbojník Jurko – slovenský animovaný film; režie: Viktor Kubal
- 1987 Juro Jánošík – slovenský TV film – inscenace Cikkerovy stejnojmenné opery; režie: Jozef Zachar
- 1991 Zbojník Jurošík – slovenský 28dílný animovaný TV seriál; režie: Jaroslav Beran
- 2009 Jánošík – Pravdivá historie – Slovensko-polsko-český film; režie: Agnieszka Holland a Kasia Adamik, Jánošík: Václav Jiráček

### Numismatický námět
V roce 1947 byla vydána v Československu dvoukoruna s portrétem Jánošíka.

### Divadlo
- 1970 Jááánošííík - Správa o hrdinovi alebo hra na hrdinu - divadelní hra Radošínského Naivného Divadla.
- 2019 Jánošík – divadelní zpracování amatérských souborů Lachtani a Nemáme pod SVČ Lužánky Brno.

### Videohry
- 1994 Janosik – počítačová hra polského studia Midnight Computer Games určená pro osmibitové počítače Atari, počítače Amiga a počítače PC

- 2018 The Legend of Jánošík – mobilní hra slovenského studia Black Deer Games určená pro systémy Android a iOS
- 2020 Janosik – počítačová hra polského studia Onix Games určená pro počítače PC
- 2021 Juro Janosik - počítačová hra slovenského studia Black Deer Games určená pro počítače PC
- 2024 Janosik 2 – pokračování počítačové hry polského studia Onix Games určená pro počítače PC